# Požahovna
Požahovna je místo, kde dochází k požahu, tedy ke zbavení dřevěných sudů vnitřních nečistot a k jejich vysmolení. Tato operace se provádí po každém vyprázdnění sudu před jeho dalším naplněním, aby se zajistila sterilita jeho vnitřku a pivo, jež v něm bude uloženo, vydrželo déle a nezkazilo se. Navíc je pivo z vysmoleného sudu i chutnější. Používaná smola je složena z americké nebo čínské pryskyřice, dále z parafínu a medicinálního oleje.

## Postup smolení
Před započetím smolení je třeba ze sudu dostat smolu starou. Proto se sud vyhřeje, aby mohla odtéci. Jakmile tato černá hustá tekutina vyteče a je uvařena várka nová (asi 5 až 6 litrů), vlévá se o teplotě asi 200 °C skrz nálevový otvor do sudu. Pak se do tohoto otvoru zatluče dřevěný špunt (v bednářské hantýrce zvaný „pachole“) a sudem se začne otáčet, aby se smola dostala do všech zákoutí. Následně se do špuntu několikrát uhodí kladivem, čímž se uvolní a vyletí (vlivem vnitřního tlaku vzniklým během předchozího otáčení sudem) až do výše několik metrů. Pak se sud položí na ližiny, po nichž se kutálí, a přebytečná smola z vytéká ven. Spolu s ní vytékají například i zbytky starých kvasnic. Pokud by se sud neotáčel, zůstaly by v něm ze smoly krápníky.